# میگوی صورتی شمالی
میگوی صورتی شمالی (نام علمی: Farfantepenaeus duorarum) نام یک گونه از زیرراسته دارآبشش‌داران است.